# Matt Pickens
Matthew 'Matt' Pickens (Washington, 5 april 1982) is een Amerikaans voetballer die dienstdoet als doelman. Hij verruilde in 2014 New England Revolution voor Tampa Bay Rowdies.

## Clubcarrière
Pickens werd in de MLS SuperDraft 2009 als negentiende gekozen door Chicago Fire. Bij Chicago had hij echter hevige concurrentie en dus werd hij uitgeleend aan Virginia Beach Mariners. Door een blessure van Zach Thornton in 2006 kreeg Pickens een kans in de basis. Een kans die hij greep aangezien hij ook eerste doelman bleef ondanks dat Zach Thornton al hersteld was van zijn blessure. Ook in 2007 bleef Pickens eerste keus onder de lat bij Chicago Fire.
Op 17 januari 2008 werd bekendgemaakt dat Pickens een trainingsstage had bij het Engelse Norwich City. Norwich bood hem echter geen contract aan waarna Pickens een trainingsstage begon bij Preston North End. Op 7 februari 2008 werd echter bekend dat Pickens had getekend bij Queens Park Rangers. Op 6 mei 2008 liet de club hem echter alweer gaan. Daarna probeerde Pickens bij verschillende clubs waaronder Hibernian, Doncaster Rovers, Falkirk en Notthingham Forest een contract af te dwingen. Daarin slaagde hij echter niet. Vervolgens trok hij terug naar de Verenigde Staten, waar hij een contract tekende bij Colorado Rapids. Pickens werd bij Colorado een vaste kracht totdat hij in 2013 zijn arm brak. Vervolgens werd Clint Irwin eerste keus tussen de palen. Op 20 maart 2014 verliet hij de club. Hij tekende vervolgens op 21 maart 2014 bij New England Revolution. Vijf dagen later verkocht de club hem aan de Tampa Bay Rowdies, op dat moment actief in de North American Soccer League, het tweede niveau in de Verenigde Staten.